# Spiperon
Spiperon ist ein Neuroleptikum und lässt sich zur Klasse der Butyrophenone zuordnen. Neben der Behandlung der Schizophrenie hat sich Spiperon als aktivierend auf calciumregulierte Chloridkanäle erwiesen. Damit eignet es sich potentiell zur Behandlung der Mukoviszidose.

## Synthese
Die Herstellung von Spiperon erfolgt in einem mehrstufigen Prozess und ist in der Literatur beschrieben.

## Handelsnamen
Spiropitan (J)